# Colotis

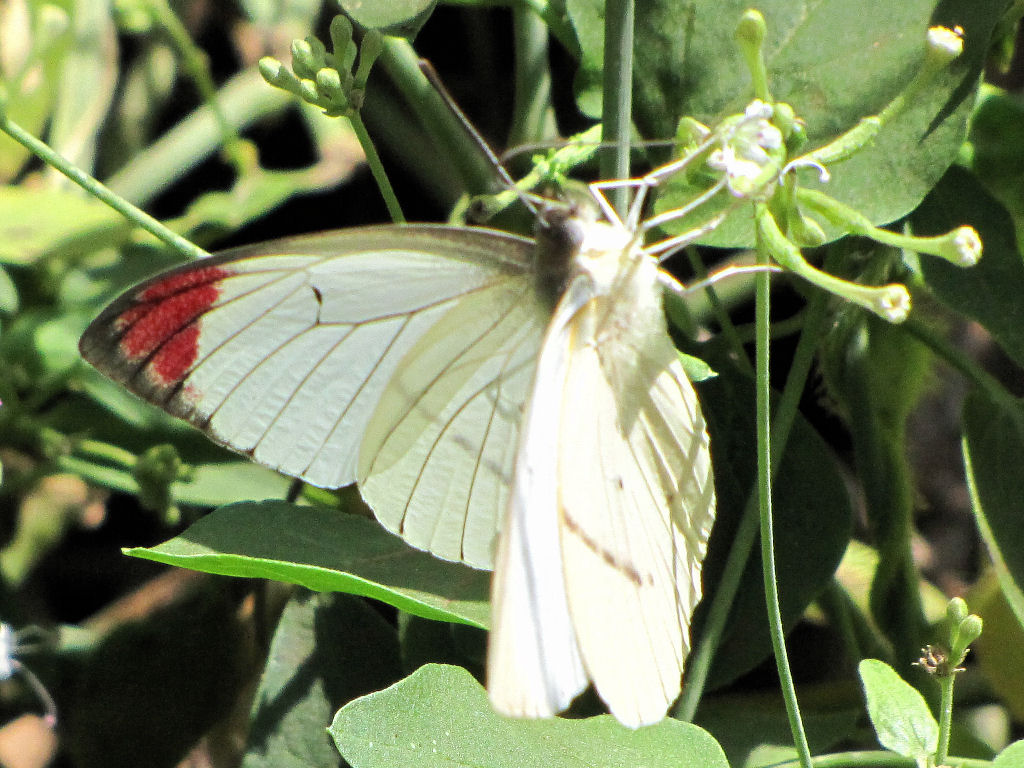
Scarlet Tip (C. danae) Lake Manyara National Park, Tanzania

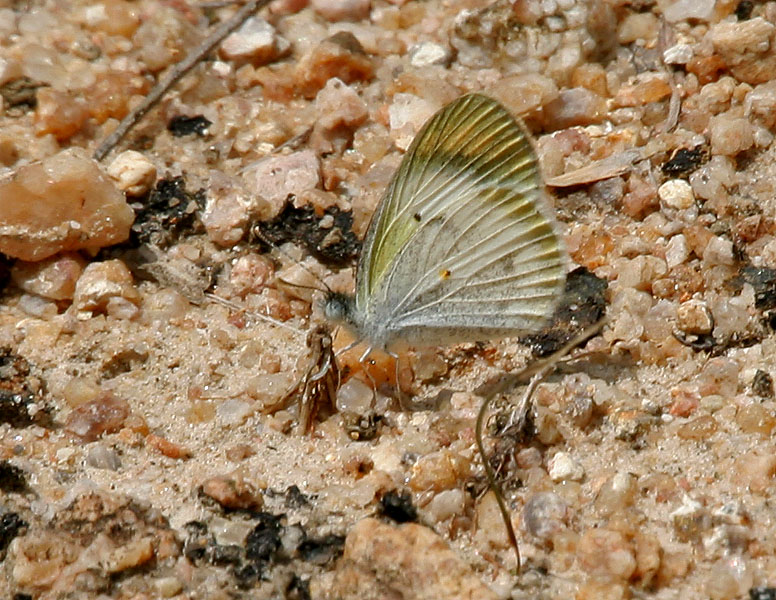
Small Orange-tip (C. etrida) in Narsapur, Medak district, Ấn Độ.

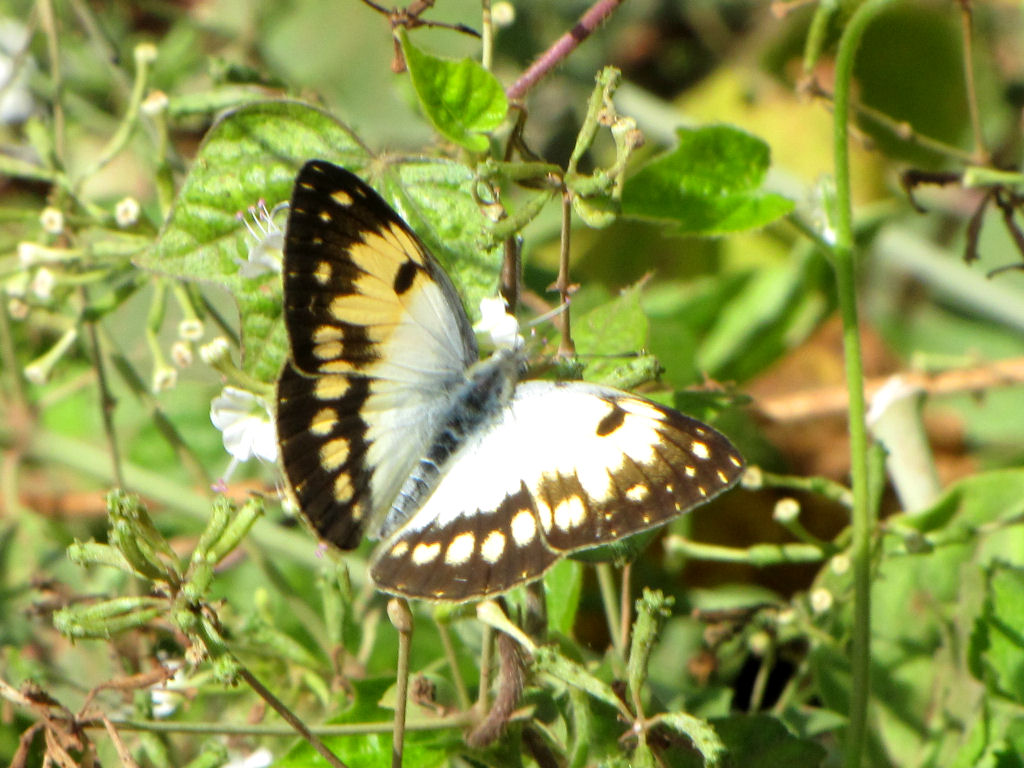
Veined Tip (C. vesta) Lake Manyara National Park, Tanzania

Colotis, hay Orange Tips hay Arabs, là một chi bướm ngày thuộc phân họ bướm trắng được tìm thấy chủ yếu ở Africa và tây nam châu Á.

## Các loài
Các loài được liệt kê theo thứ tự ký tự trong các phân nhóm.
- Colotis amata (Fabricius, 1775) – Topaz Arab hay Small Salmon Arab
- Colotis antevippe (Boisduval, 1836) – Large Orange Tip hay Red Tip
- Colotis aurigineus (Butler, 1883) – African Golden, Arab Veined, hay Gold Double-banded Orange
- Colotis aurora (Cramer, [1780]) – Plain Orange Tip
- Colotis auxo (Lucas, 1852) – Sulphur Orange Tip hay Yellow Orange Tip
- Colotis bacchus (Butler, 1888)
- Colotis celimene (Lucas, 1852) – Lilac Tip hay Magenta Tip
- Colotis chrysonome (Klug, 1829) – Golden Arab
- Colotis daira (Klug, 1829) – Black-Marked Orange Tip
- Colotis danae Fabricius, 1775) – Scarlet Tip hay Crimson Tip
- Colotis dissociatus (Butler, 1897)
- Colotis doubledayi (Hopffer, 1862) – Doubleday's Tip
- Colotis elgonensis (Sharpe, 1891) – Elgon Crimson Tip
- Colotis ephyia (Klug, 1829)
- Colotis erone (Angas, 1849) – Coast Purple Tip
- Colotis etrida (Boisduval, 1836) – (Small) Orange Tip
- Colotis eucharis (Fabricius, 1775) – Plain Orange Tip hay Sulphur Orange Tip
- Colotis euippe (Linnaeus, 1758) – Round Winged Orange Tip
- Colotis eunoma (Hopffer, 1855) – Three Spot Crimson Tip
- Colotis evagore (Klug, 1829) – Desert Orange Tip, Small Orange Tip hay Tiny Orange Tip
- Colotis evanthe (Boisduval, 1836) – Madagascar Orange-Tip
- Colotis evanthides (Holland, 1896)
- Colotis evenina (Wallengren, 1857) – Common Orange Tip
- Colotis fausta (Olivier, 1804) – (Large) Salmon Arab
- Colotis guenei (Mabille, 1877) – Madagascar Red-Tip
- Colotis halimede (Klug, 1829) – Yellow Patch, White Orange Patch White, White và Orange Halimede, hay Dappled White
- Colotis hetaera (Gerstaecker, 1871) – Crimson Tip hay Coast Purple Tip
- Colotis hildebrandti (Staudinger, 1885) – Golden Tip
- Colotis incretus (Butler, 1881)
- Colotis ione (Godart, 1819) – Bushveld Purple Tip, (Common) Purple Tip hay Violet Tip
- Colotis lais (Butler, 1876)
- Colotis liagore (Klug, 1829)
- Colotis mananhari (Ward, 1870) – Chevron White
- Colotis pallene (Hopffer, 1855) – Bushveld Orange Tip
- Colotis phisadia (Godart, 1819) – Blue-spotted Arab hay Variable Colotis
- Colotis protractus Butler, 1876
- Colotis pleione (Klug, 1829) – Orange Patch White
- Colotis protomedia (Klug, 1829) – Yellow Splendour
- Colotis regina (Trimen, 1863) – Large Violet Tip, Regal Purple Tip, hay Queen Purple Tip
- Colotis rogersi (Dixey, 1915) – Rogers' Orange Tip
- Colotis ungemachi (Le Cerf, 1922)
- Colotis venosa (Staudinger, 1885) – No Patch White
- Colotis vesta (Reiche, 1849) – Veined Orange, Veined Tip, hay Veined Golden Arab
- Colotis vestalis (Butler, 1876) – White Arab
- Colotis zoe (Grandidier, 1867) – Violet-Tip

Phụ chi Teracolus (Swainson, 1833):
- Colotis eris (Klug, 1829) – Banded Gold Tip hay Black-barred Gold Tip
- Colotis subfasciatus (Swainson, 1833) – Lemon Traveller hay Lemon Tip

Phụ chi Cuneacolotis (Henning et al., 1997):
- Colotis agoye (Wallengren, 1857) – Speckled Sulfur Tip

Phụ chi Gideona (Klots, 1933):
- Colotis lucasi (Grandidier, 1867) – Giant Orange-Tip

## Hình ảnh

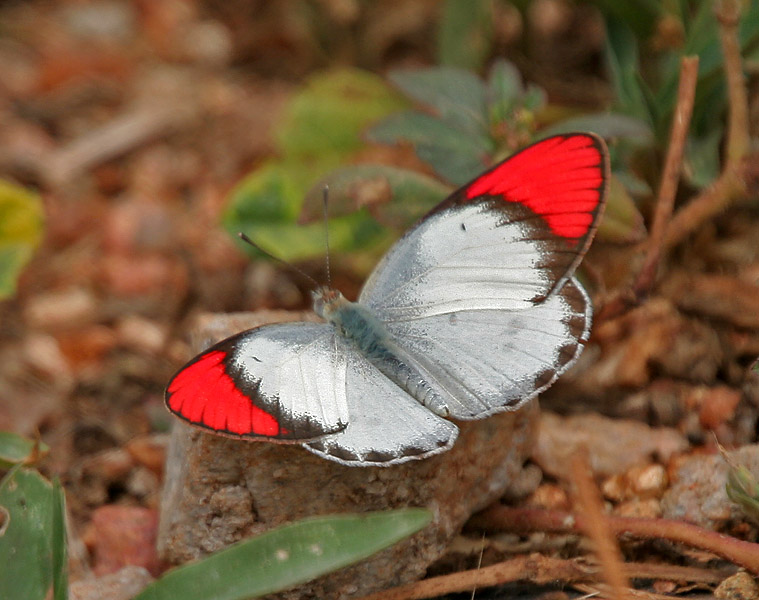
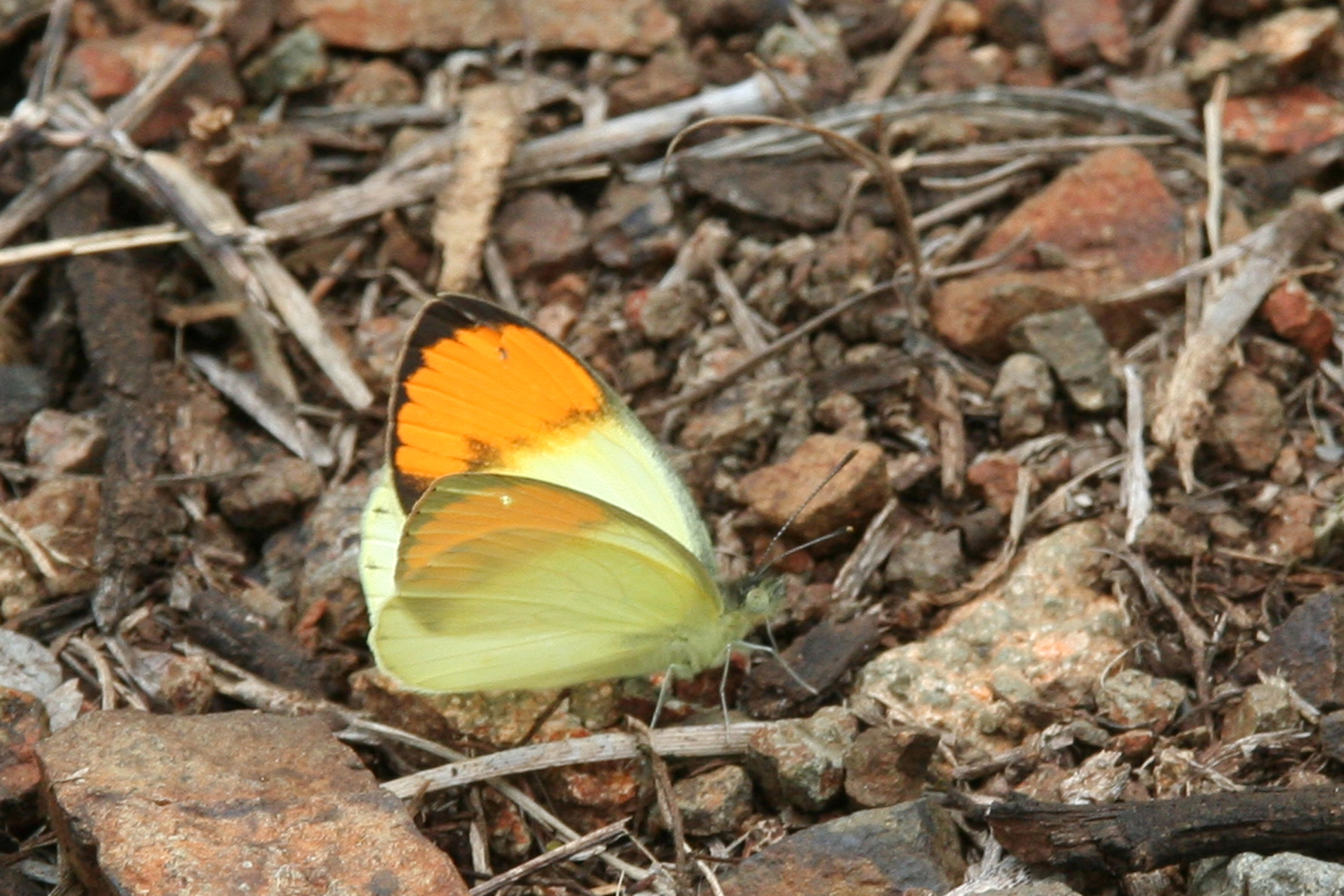